# 이하역 추돌 사고
이하역 열차 추돌사고는 1984년 1월 4일에 중앙선 이하역 구내에서 발생한 열차 추돌사고이다.

## 사고 개요
1984년 1월 4일 새벽 2시 54분경에 부산 방향으로 달리던 청량리발 부산행 통일호 제227열차가 이하역 청량리 기점 247.1km지점에서 측선에 정차해 있는 제 1435 화물열차를 추돌하면서 발생한 사고이다. 이 사고로 인해 통일호 열차를 견인하던 기관차가 일부 파손되고 뒤에 견인된 침대객차의 연결기가 끊어져 탈선되고, 뒷쪽의 11호차가 찌그러졌다. 이 사고로 객차에 타고 있던 승객 가운데 4명이 숨지고 13명이 중경상을 입는 참사가 발생하였다. 부상자는 안동성소병원과 안동종합병원으로 옮겨져 치료를 받았으며, 중앙선은 10시간동안 통제됐다.

## 사고 원인
통일호 기관사가 추돌지점 600m 전방에서 열차 자동정지장치 신호를 받고도 연착된 16분을 채우기 위해 역구내통과속도인 25km/h를 넘은 50km/h로 운행했고, 화물열차 차장은 역구내 대피선 안전한 곳까지 열차를 유도해아하나 대피선 분기점 위에 열차뒷부분이 걸쳐있게 했다. 통일호 기관사는 정지신호를 지켰어야하지만 정지신호를 무시하고 진행하다 사고가 발생하였다. 사고 원인을 조사하던 합동조사반은 통일호 기관사, 화물열차 차장, 이하역 열차운전원과 화물열차기관사 등 4명을 업무상 과실치사상 혐의로 입건했다.